# GEOS (8 bits)
Este artigo trata do sistema operacional GEOS para computadores domésticos. Para a versão PC/x86, ver GEOS (16 bits).
GEOS (Graphic Environment Operating System) foi um sistema operacional produzido pela Berkeley Softworks (posteriormente GeoWorks). Desenvolvido originalmente para o Commodore 64 e lançado em 1986, disponibilizava uma interface gráfica do usuário para este popular microcomputador de 8 bits. Posteriormente foram lançadas versões para o Commodore 128 em 1987 e para o Apple II em 1988.